# 氏家謙曹
氏家 謙曹（うじいえ けんそう、1866年12月30日（慶応2年11月24日） - 1939年10月25日）は、日本、清国の教育者。

## 経歴
氏家作造の長男として岩手県水沢に生まれる。1893年東京帝国大学理科大学物理学科を卒業。
1893年福岡県立尋常中学修猷館教諭を皮切りに、山口高等中学校教授、第二高等学校教授、宮城県立仙台第一中学校校長を歴任し、1904年再び第二高等学校教授となる。
1904年、在官のまま、清国政府の招聘に応じて京師大学堂（現・北京大学）師範館教習に就任し、1909年帰国したが、官を辞し、再び清国政府の招聘に応じて河南省開封府の優級師範学堂教習となる。
1911年早稲田大学理工科教授および評議員に就任し、早稲田高等学院教授・理科主任も務め、物理学を講じた。
1939年10月25日、急性肺炎のため死去。